# Dicranomyia (Melanolimonia) morio
Dicranomyia (Melanolimonia) morio is een tweevleugelige uit de familie steltmuggen (Limoniidae). De soort komt voor in het Palearctisch gebied.